# NBA Atlantic Division
La Atlantic Division è una Division della Eastern Conference del campionato NBA. Le altre Division della Eastern Conference sono: la Central Division e la Southeast Division.
La prima classificata di ogni Division partecipa agli NBA Playoffs, insieme alle altre vincitrici di Division più le restanti cinque squadre con il miglior record (vittorie/sconfitte) di ciascuna Conference.

## Squadre
Fanno parte della Atlantic Division le seguenti cinque squadre:
- Boston Celtics
- Brooklyn Nets
- N.Y. Knicks
- Philadelphia 76ers
- Toronto Raptors

Hanno fatto in precedenza parte della Atlantic Division:
- Buffalo Braves
- Charlotte Hornets
- Miami Heat
- Orlando Magic
- Wash. Wizards

## Albo d'oro dell'Atlantic Division
Nota: in grassetto sono indicate le squadre campioni NBA.
- 1970-1971:  N.Y. Knicks
- 1971-1972:  Boston Celtics
- 1972-1973:  Boston Celtics
- 1973-1974:  Boston Celtics
- 1974-1975:  Boston Celtics
- 1975-1976:  Boston Celtics
- 1976-1977:  Philadelphia 76ers
- 1977-1978:  Philadelphia 76ers
- 1978-1979:  Washington Bullets
- 1979-1980:  Boston Celtics
- 1980-1981:  Boston Celtics
- 1981-1982:  Boston Celtics
- 1982-1983:  Philadelphia 76ers
- 1983-1984:  Boston Celtics
- 1984-1985:  Boston Celtics
- 1985-1986:  Boston Celtics
- 1986-1987:  Boston Celtics
- 1987-1988:  Boston Celtics
- 1988-1989:  N.Y. Knicks
- 1989-1990:  Philadelphia 76ers

- 1990-1991:  Boston Celtics
- 1991-1992:  Boston Celtics
- 1992-1993:  N.Y. Knicks
- 1993-1994:  N.Y. Knicks
- 1994-1995:  Orlando Magic
- 1995-1996:  Orlando Magic
- 1996-1997:  Miami Heat
- 1997-1998:  Miami Heat
- 1998-1999:  Miami Heat
- 1999-2000:  Miami Heat
- 2000-2001:  Philadelphia 76ers
- 2001-2002:  N.J. Nets
- 2002-2003:  N.J. Nets
- 2003-2004:  N.J. Nets
- 2004-2005:  Boston Celtics
- 2005-2006:  N.J. Nets
- 2006-2007:  Toronto Raptors
- 2007-2008:  Boston Celtics
- 2008-2009:  Boston Celtics
- 2009-2010:  Boston Celtics

- 2010-2011:  Boston Celtics
- 2011-2012:  Boston Celtics
- 2012-2013:  N.Y. Knicks
- 2013-2014:  Toronto Raptors
- 2014-2015:  Toronto Raptors
- 2015-2016:  Toronto Raptors
- 2016-2017:  Boston Celtics
- 2017-2018:  Toronto Raptors
- 2018-2019:  Toronto Raptors
- 2019-2020:  Toronto Raptors
- 2020-2021:  Philadelphia 76ers
- 2021-2022:  Boston Celtics
- 2022-2023:  Boston Celtics
- 2023-2024:  Boston Celtics
- 2024-2025:  Boston Celtics

## Vittorie per franchigia
| Squadra                            | Titoli |
| ---------------------------------- | ------ |
| Boston Celtics                     | 26     |
| Toronto Raptors                    | 7      |
| Philadelphia 76ers                 | 6      |
| N.Y. Knicks                        | 5      |
| Miami Heat                         | 4      |
| N.J. Nets / Brooklyn Nets          | 4      |
| Orlando Magic                      | 2      |
| Washington Bullets / Wash. Wizards | 1      |